# Gerevich Emil (1912–1951)
Gerevich Emil (Budapest, 1912. február 10. – Miskolc, 1951. április 3.) banktisztviselő, vívó. Gerevich Aladár többszörös olimpiai bajnok kardvívó öccse.

## Életútja

Gerevich Emil MVSZ igazolványa

Gerevich Emil (jobbról a harmadik),
Tibor (kötéssel a szemén)

Szülei – Gerevich Aladár vívómester és Herczog Irén Ilona (Budapest, 1888. szeptember 2. –?) – 1907. szeptember 17-én kötöttek házasságot. A házasságból három fiú született: Aladár (1910), Emil (1912) és Tibor (1914). Az évek során a pár kapcsolata megromlott és a férj egyedül maradt a három gyerekkel.
Édesapja vívótermében már korán megismerkedett a vívással, sikeres vidéki kard- és tőrvívó volt. 1933-ban a Gerevich-iskola csapata megnyeri a Nyíregyházán megrendezett vívóversenyt, a csapat tagja volt a 21 éves Gerevich Emil. Az év végén megrendezett visszavágón ő nyerte az egyéni kardvívást (6 győzelem). Egy másik versenyen, az 1939. február 19-én megrendezett Debrecen-Nyíregyháza-Miskolc vívóversenyen szintén győzött a kitűnő tempóérzékkel és küzdőképességgel rendelkező miskolci vívó.
Több országos versenyen ért el dobogós helyezést: megnyerte a pénzintézetek országos vidéki egyéni kardvívó versenyét (1939), második lett a Magyar Pénzintézeti Sport Liga országos kard egyéni versenyén (1940), megnyerte a Bank Liga országos kardvívó versenyét (1943), hármas holtversenyben második lett a Bank Liga országos kardversenyén (1944). 1945-ben megnyerte a háború után rendezett első miskolci kardversenyt. 1946-ban megnyeri az országos bankvívó bajnokság kard egyéni versenyszámát (28 induló). 1942-ben kitüntették a Nemzetvédelmi Kereszttel.
Részt vett a vívósport szervezésében is, 1945-ben tagja lett a Magyar Vívószövetség északi kerületi vezetőségének. Közreműködött a miskolci Toldi SE megalakításában, az egyesületnek három szakosztálya volt: vívás, vadászat, síelés.
A Borsod-Miskolci Hitelbank tisztviselője volt.

## Családja
1944. április 23-án kötött házasságot Szabados Gizellával (1922. november 23. – Miskolc, 2003). A házaspárnak három gyermeke született: Ádám (1945), Éva (1947) és Ferenc (1949). Gerevich Ádám tragikus hirtelenséggel, balesetben hunyt el 1948-ban. Öt éves barátjával találtak egy fel nem robbant második világháborús gránátot, játszottak vele és a robbanás során mindketten meghaltak. Ádámot a nagyapja sírjában temették el.
Gerevich Éva Miskolcon született 1947. december 10-én. A családi hagyományokat folytatva maga is vívott – 1965: megyei junior női tőr egyéni (4. hely); 1966: női tőr egyéni (3. hely) a DVTK színeiben. 1971-ben szerzett magyar-orosz szakos tanári diplomát a Ho Si Minh Tanárképző Főiskolán (ma Eszterházy Károly Katolikus Egyetem). Szakdolgozatát Ady Endre verscímeinek szókincséről írta.
Gerevich Emil Miskolcon hunyt el 1951. április 3-án, édesapja és fia mellé temették a Mindszenti temetőben.